# Бурнель, Гийом де
Гийом де Бурнель (фр. Guillaume de Bournel; ум. после 1195) — третий по счету маршал Франции.
Происхождение неизвестно. У отца Ансельма его имя не фигурирует. По словам секретаря Пинара и Луи де Ларока упоминается в архивах Военного министерства под 1194/1195 годами, как получивший дар от Филиппа II Августа на пятнадцатом году правления последнего. В латинском тексте королевской грамоты его имя пишется как Burgonelli. Пинар считает, что он был маршалом в 1192—1195 годах.
По утверждению Жана-Батиста де Курселя к этому военачальнику восходит пикардийский род Бурнелей, о чем этот генеалог сообщает в примечании к статье о генерал-лейтенанте Жане-Шарле де Бурнеле (1666—1742), маркизе де Монши